# Analizy i Studia CASP
Analizy i Studia CASP – czasopismo naukowe otwartego dostępu o tematyce podatkowej wydawane przez Centrum Analiz i Studiów Podatkowych SGH. 

## Opis
Czasopismo ukazuje się od 2016. Zamieszczane są w nim analizy, raporty, opinie oraz publikacje eksperckie. Ma charakter tematyczny. Każdy numer poświęcony jest ważnym, bieżącym zagadnieniom z zakresu podatków i prawa podatkowego. Zagadnienia podatkowe będące treścią artykułów opisywane są z perspektywy interdyscyplinarnej, uwzględniającej prawne i ekonomiczne aspekty opodatkowania. Redakcja kładzie szczególny nacisk na komparatystykę w kontekście międzynarodowym. 
Półrocznik znajduje się w wykazie czasopism naukowych prowadzonym przez Ministra Nauki i Szkolnictwa Wyższego z przyznaną liczbą 140 punktów.
Pełną treść każdego numeru można pobrać w formacie PDF ze stron czasopisma.

## Redakcja naukowa
- redaktor naczelny: Dominik J. Gajewski
- sekretarz redakcji: Adam Olczyk
- członkowie: Grzegorz Gołębiowski

## Rada naukowa
- Wiesław Czyżowicz (Szkoła Główna Handlowa w Warszawie)
- Leonard Etel (Uniwersytet w Białymstoku)
- Jan Głuchowski (Wyższa Szkoła Bankowa w Toruniu)
- Kamilla Marchewka-Bartkowiak (Uniwersytet Ekonomiczny w Poznaniu)
- Artur Nowak-Far (Szkoła Główna Handlowa w Warszawie)
- Gennady M. Brovka, Narodowy Uniwersytet Techniczny w Mińsku
- Emilia Campeanu, Akademia Studiów Ekonomicznych w Bukareszcie
- Viktor Chentsov, Uniwersytet Ceł i Podatków w Dnieprze
- Anatol Francuz, Uniwersytet Ekonomii i Prawa KROK w Kijowie
- Dmitriy Galushko, Uniwersytet Państwowy w Woroneżu
- Danylo Getmantsev, Kijowski Uniwersytet Narodowy im. Tarasa Szewczenki
- Andrew Grainger, Uniwersytet Nottingham
- Bartosz Makowicz, Europejski Uniwersytet Viadrina – Frankfurt nad Odrą
- Vladimir Mantusov, Rosyjski Uniwersytet Celny, Lubiercy
- Santiago Ibanez Marsilla, Uniwersytet w Walencji
- Petr Mrkyvka, Uniwersytet Masaryka w Brnie
- Michal Radvan, Uniwersytet Masaryka w Brnie
- Ona Grazhina Rakauskiene, Uniwersytet Michała Römera w Wilnie
- Marina V. Sentsova, Uniwersytet Państwowy w Woroneżu
- David Widdowson, Uniwersytet Canberra
- Hans-Michael Wolffgang, Westfalski Uniwersytet Wilhelma w Münsterze

## Indeksowanie w bazach danych
- BazEkon
- C.E.E.O.L
- CEJSH
- CEON – Repozytorium Centrum Otwartej Nauki
- Polska Baza Cytowań – Pol-Index
- ERIH PLUS